# Франц Албрехт фон Рехберг
Франц Албрехт фон Рехберг-Донцдорф (на немски: Graf Franz Albrecht von Rechberg; Franz Albrecht Graf von Hohenrechberg-Donzdorf; * 14 юли 1645, Мюнхен; † 3 май 1715) от швабския род „Рехберг“, е имперски фрайхер на Рехберг от 1699 г. имперски граф, господар в Донцдорф в Баден-Вюртемберг, в замък Рамсберг в Донцдорф (1682), кемерер в Курфюрство Бавария, оберст-щалмайстер и пфлегер на Ердинг.

## Биография
Той е единствен син на имперски фрайхер Бернхард Беро фон Рехберг (1607 – 1686) и съпругата му графиня Мария Якобея Фугер-Кирхберг-Вайсенхорн (1615 – 1695), дъщеря на Антон Фугер фон Кирхберг-Вайсенхорн (1563 – 1616) и графиня Елизабета Фугер цу Кирхберг и Вайсенхорн (1584 – 1636), дъщеря на Октавиан Секундус Фугер (1549 - 1600).
Господарите фон Рехберг (I. линия) притежават от 1327 до 1529 г. замък Рамсберг със земите, отново от 1682 до 1732 г. (II. линия), и от 1809 до 1972 г. (III. линия).
Франц Албрехт фон Рехберг е издигнат на 28 януари 1699 г. във Виена на имперски граф фон Рехберг. Той умира на 69 години на 3 май 1715 г. Дворецът Донцдорф е от 1568 до 1991 г. собственост на фамилията фон Рехберг.

## Фамилия
Франц Албрехт фон Рехберг се жени на 28 май 1673 г. за фрайин Катарина Барбара Верена цу Шпаур и Флавон († 1712), дъщеря на фрайхер Освалд цу Шпаур и Флавон († 1703) и фрайин Магдалена фон Тун. Те имат седем деца:
- Аделгунда Мария Хенрика Якобеа фон Рехберг (* пр. 1680; † млада)
- Максимилиан Феликс Освалд Бено Игнац фон Рехберг (* пр. 1680; † млад)
- Мария Анна Маргарета Магдалена фон Рехберг (* 16 август 1680, Мюнхен; † 19 септември 1745/3 май 1746), омъжена на 10 октомври 1700 г. в Мюнхен за граф Паул Никлаус Райх фон Райхенщайн († 16 април 1744, Аугсбург)
- Мария Терезия Урсула Виоланта фон Рехберг († 18 юли/14 септември 1735, Мюнхен), омъжена на 10 октомври 1700 г. в Мюнхен за фрайхер Максимилиан Йозеф Франц фон Паумгартен
- Филип Мориц Антон Фиделис Себастиан фон Рехберг († 7 септември 1711, Виена), кайетански монах в Мюнхен 1702
- Фердинанд Йозеф Беро Ксавер фон Хоенрехберг-Донцдорф († 6 септември 1722), граф на Рехберг-Рамсберг, женен за фрайин Анна Мария фон Вайхс; има две дъщери
- Клеменс Алойз Франц Панкрац фон Хоенрехберг-Донцдорф (* 4 септември 1682; † 22/23 декември 1732), граф на Рехберг, Донцдорф и Рамсберг, кемерер и дворцов съветник в Курфюрство Бавария, женен на 25 юли 1709 г. за графиня Мария Анна Йозефа Антония Фугер цу Кирхберг и Вайсенхорн (* 25 октомври 1688, Мюнхен; † 13 ноември 1714, Мюнхен); има две дъщери.[5]